# Dendrobium aclinia
Dendrobium aclinia är en orkidéart som beskrevs av Heinrich Gustav Reichenbach. Dendrobium aclinia ingår i släktet Dendrobium, och familjen orkidéer.
Artens utbredningsområde är Filippinerna. Inga underarter finns listade i Catalogue of Life.